# Callisto
Callisto, též Jupiter IV, je měsíc Jupiteru. Náleží k tzv. Galileovým měsícům, objevil ho Galileo Galilei v roce 1610. Callisto je druhým největším z Jupiterových měsíců a třetím největším měsícem ve sluneční soustavě po Jupiterově Ganymedu a Saturnově Titanu. Callisto má průměr 4 820 km, takže dosahuje přibližně 99 % velikosti planety Merkur, ale pouze asi třetiny jeho hmotnosti. Obíhá jako čtvrtý nejvzdálenější měsíc z Galileových měsíců se střední vzdáleností asi 1 880 000 km. Oproti Io, Europě a Ganymedu se nepodílí na orbitální rezonanci zmiňovaných měsíců a slapové působení Jupitera je už tak slabé, že nezpůsobuje významný ohřev měsíce. Měsíc má s Jupiterem vázanou rotaci, takže neustále směřuje k planetě stejnou stranou. Jelikož obíhá daleko od Jupiteru, je jeho povrch méně ovlivňován působením jeho magnetosféry než v případě vnitřních měsíců.
Těleso je tvořeno horninami a ledem v přibližně stejném množství. Průměrná hustota měsíce dosahuje 1,83 g/cm3. Spektroskopická měření naznačují, že se na povrchu nachází vodní led, oxid uhličitý, křemičitany a organické látky. Jeho kůra je silná až 150 km. Pod ledovou kůrou měsíce se nachází v hloubce okolo 100 km zřejmě relativně mělký oceán slané vody a pod ním již jen nediferencované či jen částečně diferencované jádro složené z křemičitanů.
Povrch Callisto je silně rozryt impaktními krátery a je tudíž velice starý. Nevykazuje žádné stopy podpovrchových procesů jako je desková tektonika či vulkanismus a tak se předpokládá, že jeho povrch byl zcela zformován pouze dopady jiných těles. Výrazné povrchové útvary tvoří četné prstencové struktury, impaktní krátery různých tvarů a pásy sekundárních kráterů a jizev, hřebenů a uloženin. Při pohledu na měsíc z menší vzdálenosti je rozeznatelný členitý povrch tvořený malými světlými zmrzlými depozity nacházejícími se na vrcholcích vyvýšenin. Tyto vyvýšeniny jsou obklopeny hladkou vrstvou tmavého materiálu. Předpokládá se, že je to výsledek degradace malých útvarů vlivem sublimace, což podporuje absence malých impaktních kráterů a přítomnost množství malých pahorků, které pravděpodobně představují jejich zbytky. Absolutní stáří povrchu není známo.
Kolem Callisto se nachází velice slabá atmosféra tvořená oxidem uhličitým a pravděpodobně také molekulárním kyslíkem a nad ní pak poměrně intenzivní ionosféra. Předpokládá se, že měsíc vznikl pomalou akrecí z disku prachu a plynu, který obklopoval Jupiter po jeho vzniku. Protože akrece probíhala pomalu a rovněž slapové ohřívání bylo velmi malé, neměl Callisto dostatek tepla, aby mohla proběhnout jeho vnitřní diferenciace. Pomalá konvekce uvnitř Callisto, která započala krátce po vzniku měsíce, vedla k částečné diferenciaci a pravděpodobně i ke zformování podpovrchového oceánu v hloubce okolo 100–150 km a malého kamenitého jádra.
Pravděpodobná přítomnost podpovrchového oceánu nechává otevřenou možnost, že by Callisto mohl hostit potenciální mimozemský život. Nicméně podmínky pro jeho vznik jsou méně přívětivé než v případě sousední Europy. Měsíc zkoumaly sondy Pioneer 10, Pioneer 11, Galileo a Cassini. Kvůli nízké míře radiace na povrchu měsíce se dlouho uvažovalo o Callisto jako o nejvhodnějším místě pro případnou lidskou základnu pro výzkum Jupiterovy soustavy. Teplota na jeho povrchu se pohybuje od -190 °C do −130 °C.

## Objevení a pojmenování
Callisto byl objeven Galileem v lednu 1610 společně s dalšími třemi měsíci Jupiteru: Ganymedem, Io a Europou. Pojmenován byl dle řecké mytologie po jedné z nespočtu milenek Dia Kallistó (Καλλιστώ), což byla nymfa spojovaná s bohyní lovu Artemis. Jméno navrhl Simon Marius, který byl s Galileem ve sporu ohledně připsání prvenství v objevení měsíců. Marius připsal nápad Johnanu Keplerovi. Nicméně se pojmenování Callisto pro měsíc po dlouhou dobu neujalo a měsíc byl označován jako „Jupiter IV“ či „čtvrtý měsíc Jupiteru“ značící jeho pořadí od Jupiteru, jméno se zase začalo používat až v polovině 20. století, kdy bylo objeveno velké množství dalších měsíců.

## Oběžná dráha a rotace

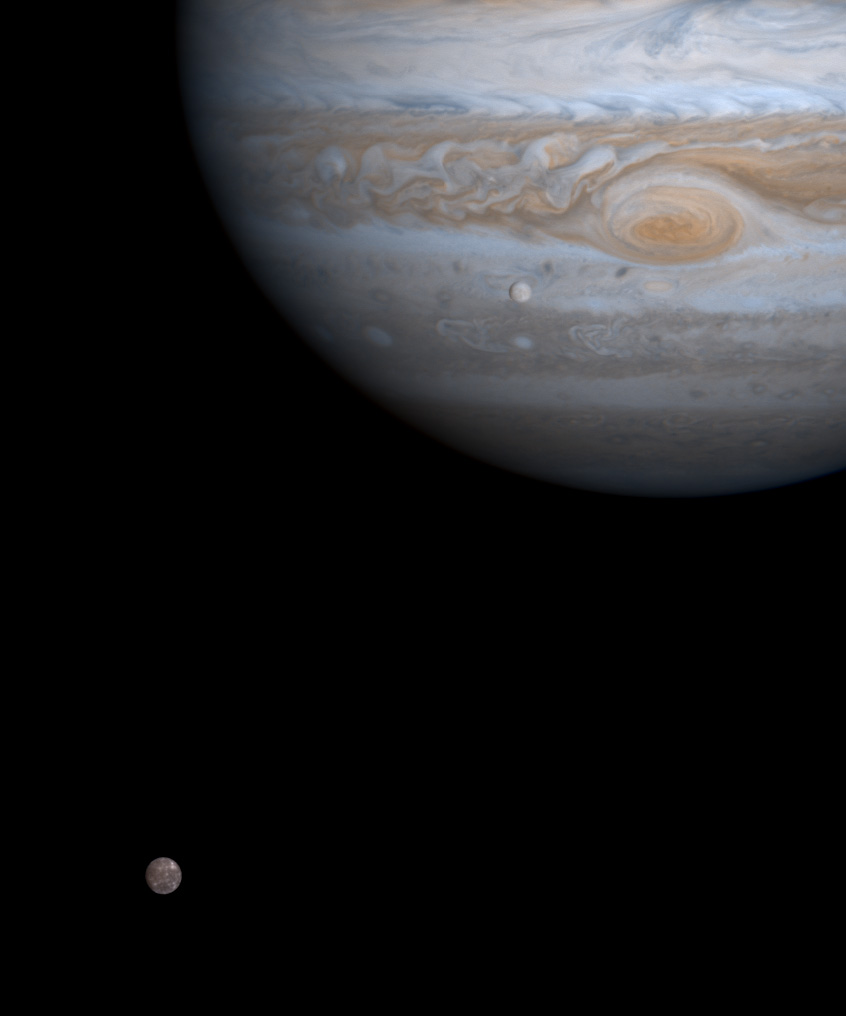
Callisto (dole vlevo), Jupiter (vpravo nahoře) a Europa (vlevo dole pod Velkou rudou skvrnou), snímek pořídila sonda Cassini.

Callisto je nejvzdálenější měsíc ze čtyř Galileových měsíců obíhajících kolem Jupiteru. Jupiter obíhá přibližně ve vzdálenosti 1 880 000 km (odpovídá 26,3 poloměrům Jupiteru), což je značně více než u třetího Galileova měsíce Ganymedu, který obíhá ve vzdálenosti 1 070 000 km. Důsledkem této vzdálenosti je to, že se Callisto nepodílí na orbitální rezonanci se třemi dalšími Galileovými měsíci a pravděpodobně se na ní nepodílel ani dříve.
Jako u většiny dalších pravidelných planetárních měsíců je i rotace Callisto vázaná. Délka dne je tak na povrchu Callisto stejně dlouhá jako doba oběhu, tedy přibližně 16,7 pozemského dne. Jeho oběžná dráha je mírně excentrická a ukloněná k Jupiterovu rovníku s orbitální excentricitou a inklinací měnící se kvazi-periodicky vlivem slunečních a planetárních gravitačních perturbací v řádu století. Rozsah změn je mezi 0,0072–0,0076 respektive 0,20–0,60°. Tyto orbitální variace způsobuji sklony v rotační ose (úhel mezi rotační a oběžnou osou) mezi 0,4 až 1,6°.
Dynamická izolace Callisto znamená, že měsíc nebyl nikdy znatelně zahřát slapovým teplem, což mělo důležité důsledky pro jeho vnitřní stavbu a evoluci. Jeho vzdálenost od Jupiteru taktéž znamená, že tok nabitých částic z planetární magnetosféry na měsíční povrch je relativně nízký, až 300 krát méně než je tomu například u Europy. Proto, na rozdíl od dalších Galileových měsíců, mělo ozáření nabitými částicemi relativně malý vliv na povrch Callisto. Hladina radiace na povrchu měsíce odpovídá přibližně 0,01 rem (0,1 mSv) za den.

## Fyzikální charakteristika

### Složení

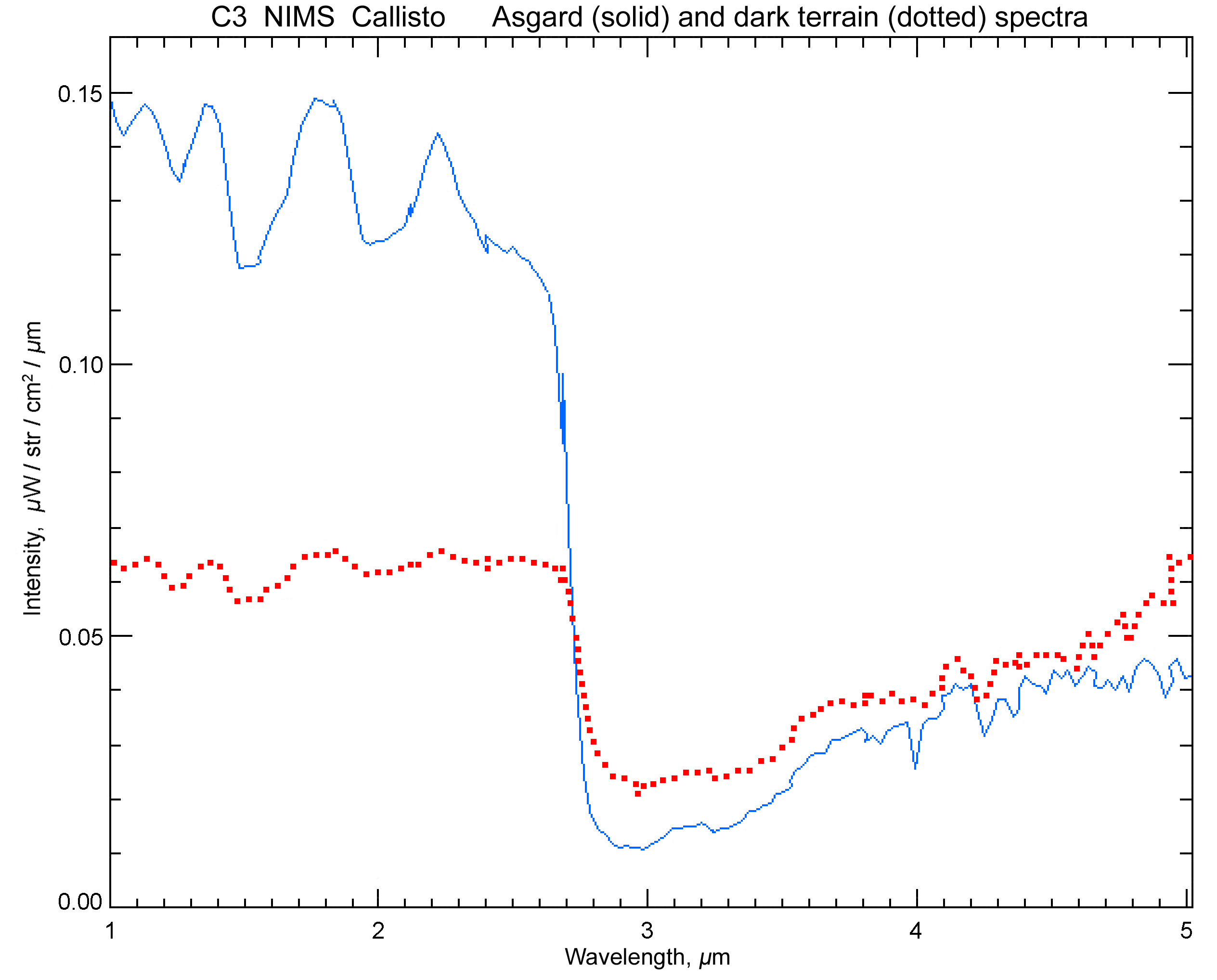
Spektrum blízké infračervenému světlu tmavých krátery posetých plání (červený) naznačuje relativně nízkou přítomnost vody (mezi 1 až 2 mikrony) a více horninového materiálu než v impaktních nížinách (Asgard struktura, modrá).

Průměrná hustota Callisto, 1,83 g/cm3, naznačuje složení z kamenného materiálu a vodního ledu v přibližně stejném množství s menším zastoupením nestálých ledů jako například čpavek. Hmotnostní zastoupení ledů se pohybuje mezi 49 až 55 %. Přesné složení horninového pláště není známo, ale je podobné složení chondritů typu L či LL, které se od chondritů typu H liší především menším zastoupením železa, vyskytujícím se převážně ve formě oxidů a jen v malé míře ve formě železa metalického. V případě Callisto je hmotnostní poměr železa vůči křemičitanům 0,9 ku 1,3, u Slunce je tento poměr 1:8.
Povrchové albedo Callisto je okolo 20 %. Složení jeho povrchu je pravděpodobně velmi podobné jeho celkovému složení. Infračervená spektroskopie odhalila přítomnost absorpčních čar vodního ledu na vlnových délkách 1,04, 1,25, 1,5, 2,0 a 3,0 mikrometru. Vodní led se zdá být na povrchu Callisto všudypřítomným, s celkovým podílem asi 25–50 %. Analýza snímků v infračerveném a ultrafialovém spektru získaných sondou Galileo a pozorování provedená ze Země odhalila také různé neledové materiály: hořčíkové a železité ložisko hydratovaných křemičitanů, oxid uhličitý, oxid siřičitý a možná amoniak a různé organické sloučeniny. Spektrální data ukazují, že měsíční povrch je v malém měřítku extrémně různorodý. Malé kousky ledu z čisté vody jsou smíšeny s kousky směsi ledu a kamení, na které navazují tmavé oblasti složené z neledového materiálu.
Povrch měsíce je asymetrický; strana přivrácená k Jupiteru je tmavší než strana odvrácená. U všech ostatních Galileových měsíců je situace obrácená, tedy přivrácená strana je světlejší než odvrácená. Zdá se, že odvrácená strana Callisto je obohacena oxidem uhličitým, kdežto přivrácená strana obsahuje více oxidu siřičitého. Mnoho čerstvých impaktních kráterů na povrchu taktéž ukazuje známky toho, že jsou obohaceny oxidem uhličitým. Celkově se odhaduje, že chemické složení povrchu, hlavně tmavých oblastí, by mohlo být podobné složení asteroidů typu D, jejichž povrch je tvořen uhlíkatým materiálem.

### Stavba

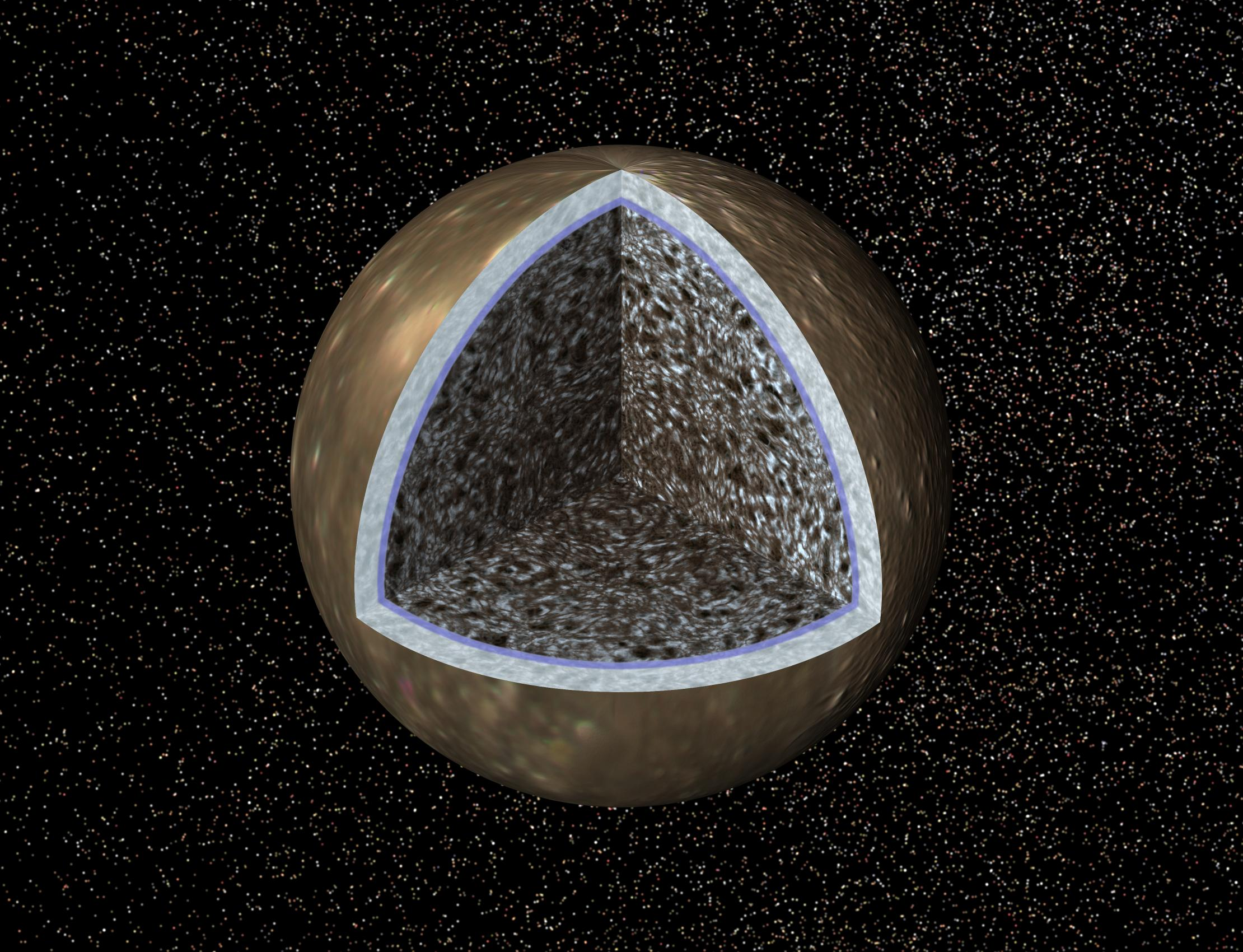
Model Callistovo vnitřní struktury ukazuje povrchovou ledovou vrstvu, pravděpodobně vrstvu tekuté vody a ledovo-kamennou vnitřní stavbu.

Povrch Callisto posetý krátery leží na studené, ztuhlé a ledové litosféře, jejíž mocnost je mezi 80 až 150 km. Pravděpodobný slaný oceán se nachází mezi 50 až 200 km hluboko pod povrchovou kůrou, jak naznačují studie magnetického pole okolo Jupiteru a jeho měsíců. Zjistilo se, že Callisto reaguje na proměnné magnetické pole Jupiteru jako ideálně vodivá koule; to znamená, že pole nemůže proniknout dovnitř měsíce, což nabízí možnost přítomnosti vrstvy tvořené vysoce vodivou tekutinou o tloušťce nejméně 10 km. Existence oceánu se jeví více pravděpodobná, pokud voda obsahuje malé množství čpavku či jiné nemrznoucí směsi a to v zastoupení minimálně 5 hmotnostních procent. V tomto případě by oceán mohl být 250 až 300 km hluboký. Pokud by na měsíci oceán neexistoval, ledová kůra by byla pravděpodobně tlustší a dosahovala by mocnosti okolo 300 km.
Pod litosférou a případným oceánem není vnitřní stavba Callisto zcela jednotvárná, ale ani výrazně rozdílná. Údaje pořízené sondou Galileo (zvláště bezrozměrný moment setrvačnosti – 0.3549 ± 0.0042 – určený během těsných průletů kolem měsíce) naznačují, že vnitřek měsíce je tvořen stlačenými horninami a směsí ledů s narůstajícím obsahem hornin se zvyšující se hloubkou způsobeným částečným usazováním jednotlivých složek. Jinými slovy, Callisto je jen částečně diferenciovaný. Hustota a moment setrvačnosti jsou ve shodě s existencí malého silikátového jádra uprostřed měsíce. Poloměr takového jádra by nemohl překročit 600 km a jeho hustota by ležela mezi 3,1–3,6 g/cm3.

### Povrchové útvary

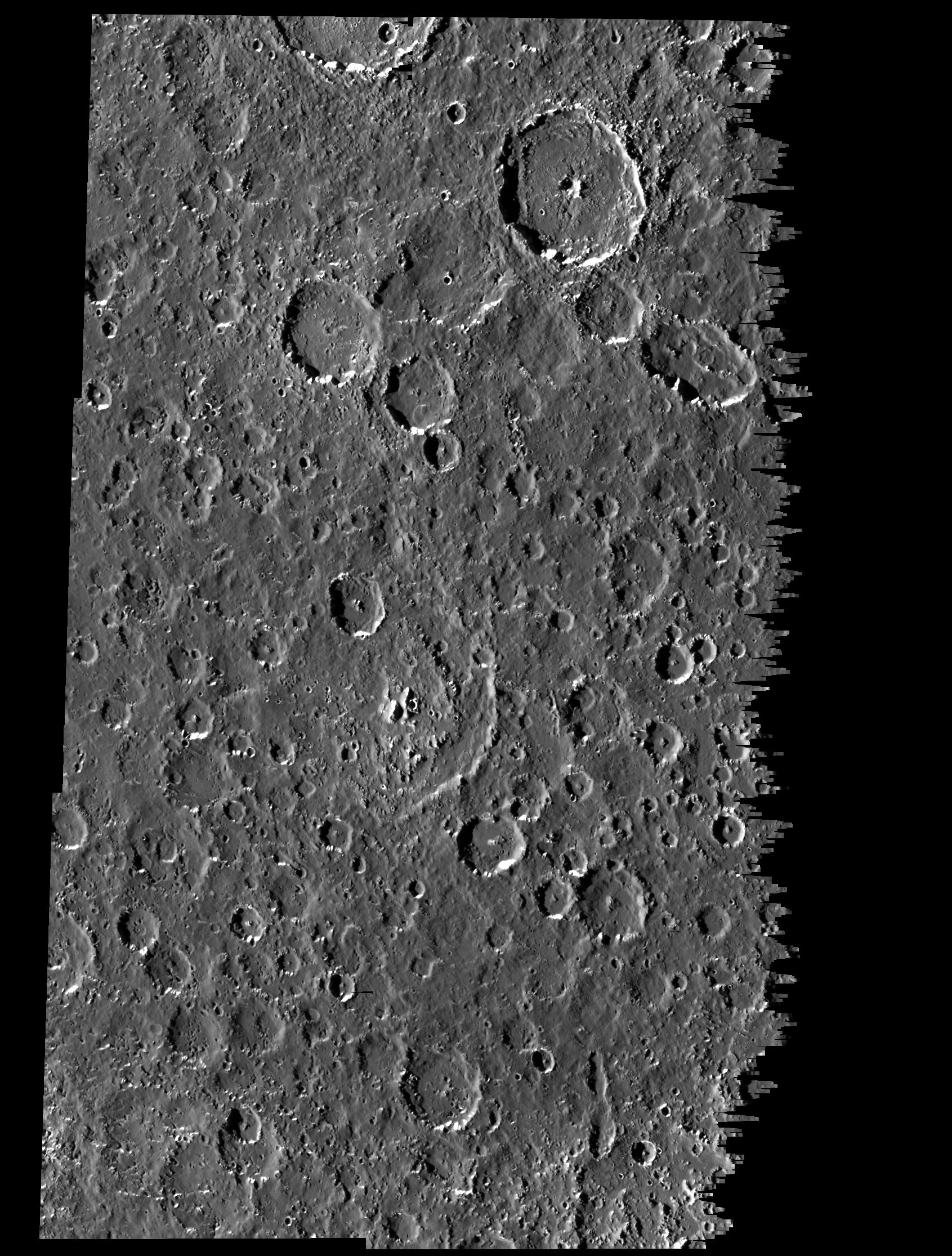
Snímek sondy Galileo ukazuje krátery posetou planinu pro ilustraci hladkého povrchu měsíce

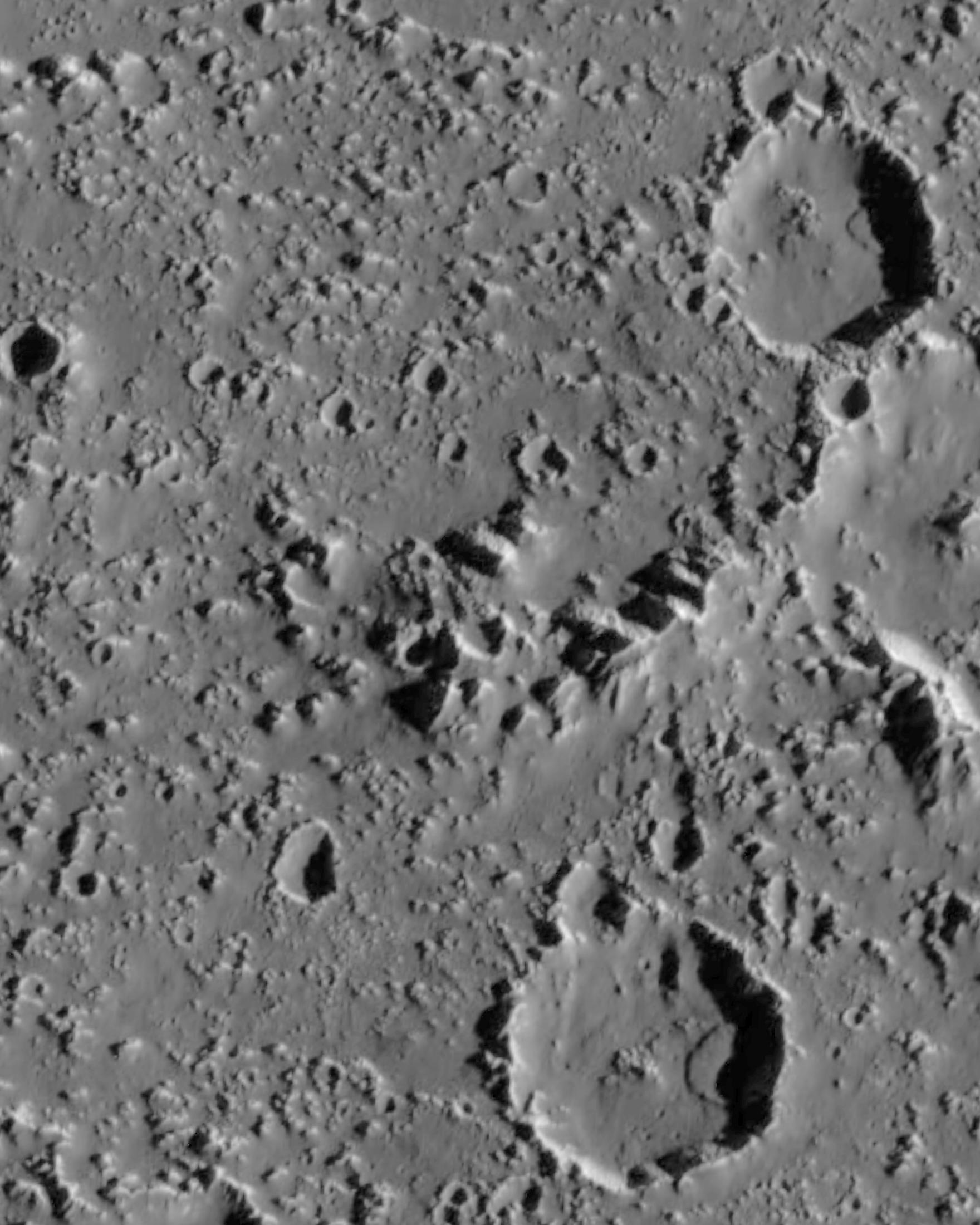
Dva sesuvy dlouhé 3 až 3,5 km jsou viditelné v pravé části snímku na dnu dvou velkých impaktních kráterů

Prastarý povrch Callisto je jedním z krátery nejvíce posetých povrchů ve sluneční soustavě. Ve skutečnosti četnost impaktních kráterů na povrchu je blízko nasycení, vznik nového kráteru by vedl k tomu, že starší kráter by byl erodován. Morfologie povrchu je poměrně snadná, jelikož se na povrchu nenacházejí žádné hory, sopky a ani tektonické útvary vzniklé endogenními pochody uvnitř měsíce. Impaktní krátery a několik prstencových struktur společně s doprovodnými trhlinami, srázy a usazeným materiálem tvoří jediné velké útvary, které se na povrchu nacházejí.
Povrch Callisto se dá rozdělit na několik geologicky rozdílných jednotek: pláně poseté impaktními krátery, světlé pláně, jasné a tmavé hladké pláně a množství jednotek spojených s několika jednotlivými prstencovými strukturami a impaktními krátery. Pláně poseté impaktními krátery tvoří většinu povrchu a představují starou litosféru tvořenou směsí ledu a horninového materiálu. Světlé pláně tvoří jasné impaktní krátery jako Burr a Lofn, stejně tak i zbytky téměř smazaných kráterů a centrální oblasti prstencových struktur. Věří se, že světlé pláně vznikly jako výsledek depozice ledových částic z impaktů. Světlé, hladké planiny tvoří malou část povrchu Callisto. Nacházejí se v okolí hřbetů a údolí spojených se vznikem kráterů Valhalla a Asgard a jako izolovaná místa v krátery posetých planinách. Věřilo se, že jsou spojeny s endogenní aktivitou, ale snímky ve vysokém rozlišení ze sondy Galileo ukázaly, že světlé, hladké planiny korelují se silně popraskaným a kopcovitým terénem a neukazují žádné známky přetvoření povrchu. Snímky ze sondy Galileo odhalily malé, tmavé, hladké oblasti s obecnou velikostí méně než 10 000 km2, které vypadají, jako by obepínaly okolní terén. Pravděpodobně by se mohlo jednat o depozity spojené s kryovulkanismem. Obě skupiny, jak světlé tak i různorodé hladké planiny, jsou mladší a méně poseté krátery než okolní krátery poseté planiny.

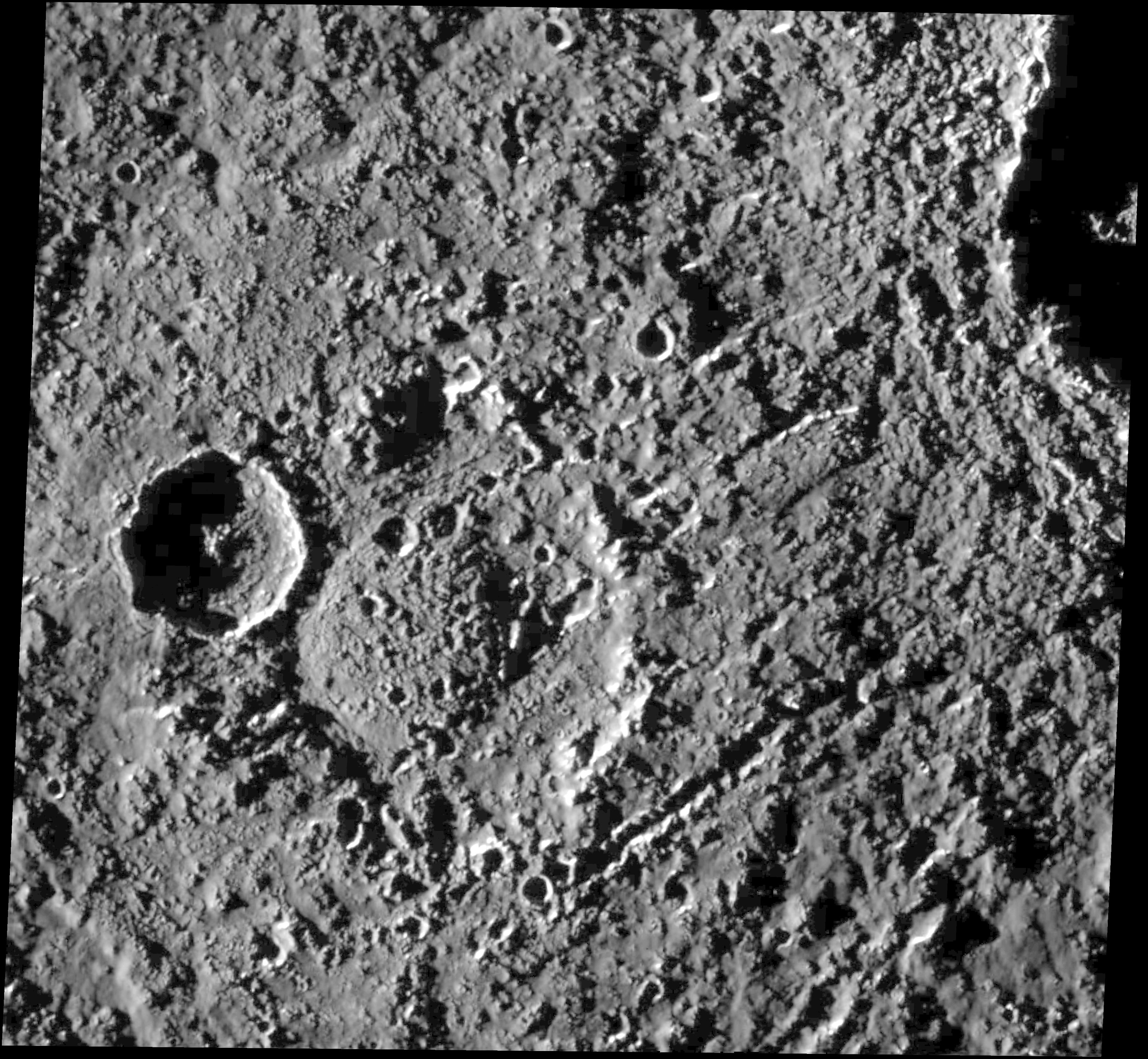
Impaktní kráter Hár s centrálním vrcholkem. Paprsky sekundárních kráterů pocházející od mladšího impaktu, který vytvořil kráter Tindr v pravém horním rohu.

Průměr impaktních kráterů sahá od 0,1 km, což je spodní hranice rozlišení pořízených snímků, až přes 100 km bez započítání prstencových struktur. Malé krátery s průměrem menším než 5 km mají jednoduše mísovitý tvar či rovné dno. Krátery větší než 5 km a menší než 40 km mají vyvinutý centrální vrcholek. Větší impaktní struktury s průměrem 25 až 100 km mají centrální depresi namísto vrcholku jako například kráter Tindr. Větší krátery s průměrem přes 60 km mohou mít centrální dóm, který vzniká jako výsledek tektonického výzdvihu centrální části kráteru po dopadu jako v případě kráterů Doh a Hár. Malé množství velmi velkých kráterů přesahujících 100 km a světlé impaktní krátery ukazují anomální geometrii centrálního dómu. Krátery na Callisto jsou obvykle mělčí než obdobné krátery na Měsíci.

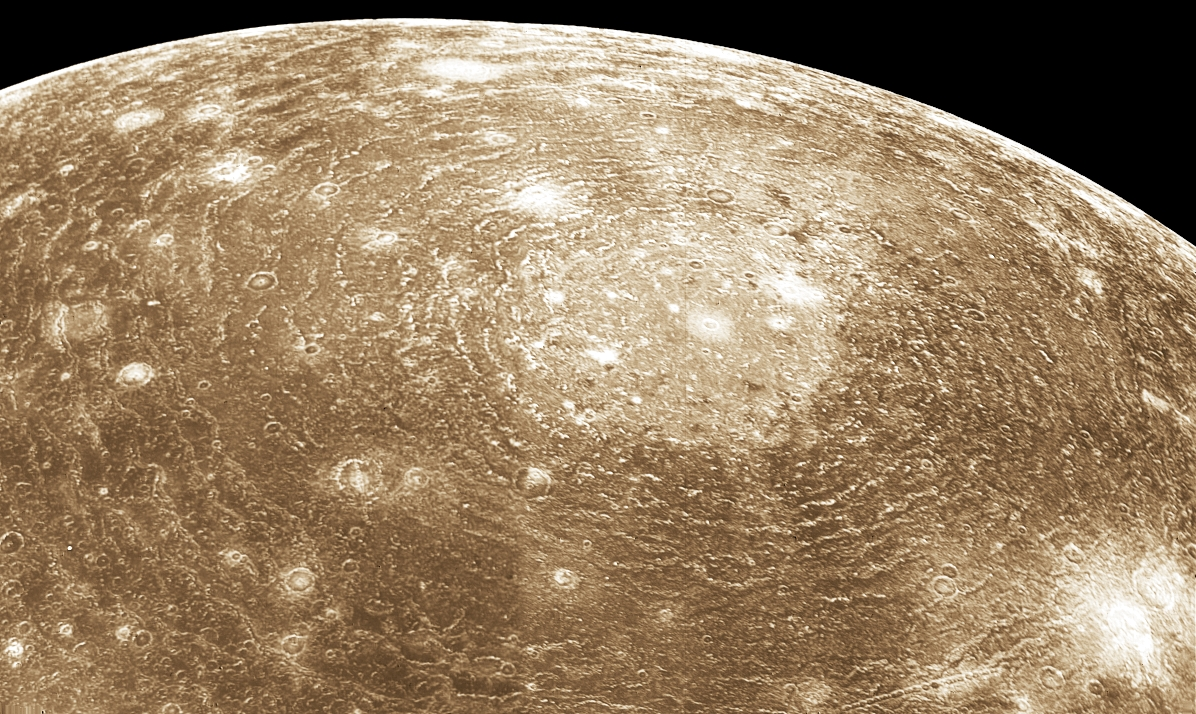
Snímek pořízený sondou Voyager 1 ukazuje kráter Valhalla, prstencový impaktní útvar s průměrem 3800 km

Největšími impaktními útvary na povrchu Callisto jsou mnohočetné prstencové pánve. Dvě jsou enormní. Kráter Valhalla je největší, má světlejší centrální oblast o průměru 600 km a prstence sahající až do vzdálenosti 1 800 km od centra kráteru. Druhý největší kráter je kráter Asgard, který má v průměru 1 600 km. Prstencové struktury vznikly pravděpodobně jako důsledek podopadových deformací projevujících se soustředným popraskáním litosféry ležící na vrstvě měkkého či tekutého materiálu, pravděpodobně oceánu. Dalšími útvary jsou tzv. Catenae, například Gomul Catena, dlouhé řetězy impaktních kráterů ležící v řadě napříč povrchem. Vznikly pravděpodobně dopadem objektů, které byly slapovými silami při blízkém průletu kolem Jupiteru roztrhány a následně dopadly na povrch Callisto, nebo by se mohlo jednat o pozůstatky dopadu tělesa pod nízkým úhlem. Historickým případem rozpadu tělesa vlivem gravitace Jupiteru byl rozpad komety Shoemaker-Levy 9, která následně po rozpadu narazila do Jupiteru. Jak je zmíněno výše, malé oblasti tvořené čistým vodním ledem s vysokým albedem okolo 80 % se nacházejí na povrchu Callisto obklopené mnohem tmavším materiálem. Snímky ve vysokém rozlišení pořízené sondou Galileo ukázaly, že tyto světlejší oblasti jsou umístěny hlavně na vyvýšených místech povrchu jako jsou okraje kráterů, srázy, hřbety a pahorky. Předpokládá se, že jsou tvořeny tenkou vrstvou zmrzlých vodních depozitů. Tmavý materiál obvykle leží v nížinách a obklopuje a částečně přikrývá světlejší útvary. Často vyplňuje dna impaktních kráterů větších než 5 km a mezikráterové deprese.
V rozlišení menším než kilometr se jeví povrch Callisto více degradován než povrch ostatních ledových měsíců ze skupiny Galileových měsíců. Typicky na povrchu chybí malé impaktní krátery s průměrem menším než 1 km ve srovnání například s tmavými planinami na povrchu Ganymedu. Místo malých impaktních kráterů jsou téměř všudypřítomnými povrchovými útvary malé pahorky a deprese. Předpokládá se, že pahorky představují pozůstatky okrajů impaktních kráterů, které byly erodovány zatím neznámým mechanismem. Nejpravděpodobnější se jeví pomalý proces sublimace ledu, což je umožněno teplotou 156 K, které Callisto dosáhne v subsolárním bodu. Takováto sublimace vody či jiných těkavých složek ze špinavého ledu tvořícího podloží způsobí jeho rozklad. Materiál neobsahující led zůstává na povrchu a tvoří úlomkové laviny, které se sesouvají po svazích kráterů. Takovéto laviny jsou často pozorovány poblíž a uvnitř impaktních kráterů. Stěny kráterů jsou příležitostně přerušeny malými stružkami (anglicky nazývanými gullies), které jsou známé z povrchu Marsu. V hypotéze sublimace ledu je pak nízko ležící tmavý materiál interpretován jako vrstva, která je tvořena částicemi pocházejícími z okraje kráterů bez přítomnosti ledu.
Relativní stáří různých jednotek na povrchu Callisto se dá určit za pomoci četnosti impaktních kráterů, které se na jejich povrchu nacházejí. Čím je povrch starší, tím více impaktních kráterů se na něm nachází. Absolutní datování povrchu zatím neproběhlo, ale na základě teoretických úvah se předpokládá, že krátery poseté planiny jsou okolo 4,5 miliardy let staré, což odpovídá téměř době vzniku sluneční soustavy. Stáří multi-prstencových struktur a impaktních kráterů záleží na zvolené rychlosti vzniku impaktních kráterů a různí autoři se rozcházejí v datování mezi 1 až 4 miliardami let.

### Atmosféra a ionosféra

Indukované magnetické pole kolem Callisto

Callisto má velmi slabou atmosféru tvořenou oxidem uhličitým. Byla detekována zařízením Near Infrared Mapping Spectrometer (NIMS) na palubě sondy Galileo z absorpcí záření o vlnové délce 4,2 mikrometru. Povrchový tlak atmosféry byl určen na 7,5×10−12 baru a hustota částic na 4×108 cm−3. Jelikož takto slabá atmosféra by se ztratila za pouhé čtyři dny, musí být konstantně doplňována, pravděpodobně sublimací suchého ledu z měsíční ledové kůry, což by bylo ve shodě s hypotézou sublimační degradace povrchu vysvětlující vznik povrchových pahorků.
Ionosféra Callisto byla poprvé detekována během průletu sondy Galileo, její hustota elektronů dosahující (7 až 17)×104 cm−3 nemůže být vysvětlena pouhou fotoionizací atmosférického oxidu uhličitého. Z toho důvodu existuje možnost, že v atmosféře Callisto v současnosti dominuje molekulární kyslík, který je 10 až 100 krát četnější než CO2. Nicméně kyslík zatím nebyl přímo v atmosféře Callisto detekován. Pozorování za pomoci Hubbleova vesmírného dalekohledu (HST) určily horní limit jeho možné koncentrace v atmosféře. V ten samý čas byl HST schopen detekovat kondenzovaný kyslík zachycený na povrchu Callisto.

## Původ a vývoj
Částečná diferenciace Callisto (odvozena například z měření momentu setrvačnosti) znamená, že měsíc se nikdy uvnitř nezahřál natolik, aby došlo k roztavení jeho ledové složky. Proto se jako nejvíce pravděpodobný model jeví vznik měsíce pomocí pomalé akrece v nízkohustotní mlhovině tvořené plynem a prachem, obíhající okolo Jupiteru po jeho zformování. Takovýto pomalý stupeň akrece by mohl umožnit držet krok ochlazování měsíce s akumulací tepla způsobenou impakty, rozpadem radioaktivních prvků a kontrakcí měsíce a tím zabránit roztavení materiálu a rychlé diferenciaci. Možný čas potřebný pro vznik Callisto se pak pohybuje mezi 0,1–10 milióny let.

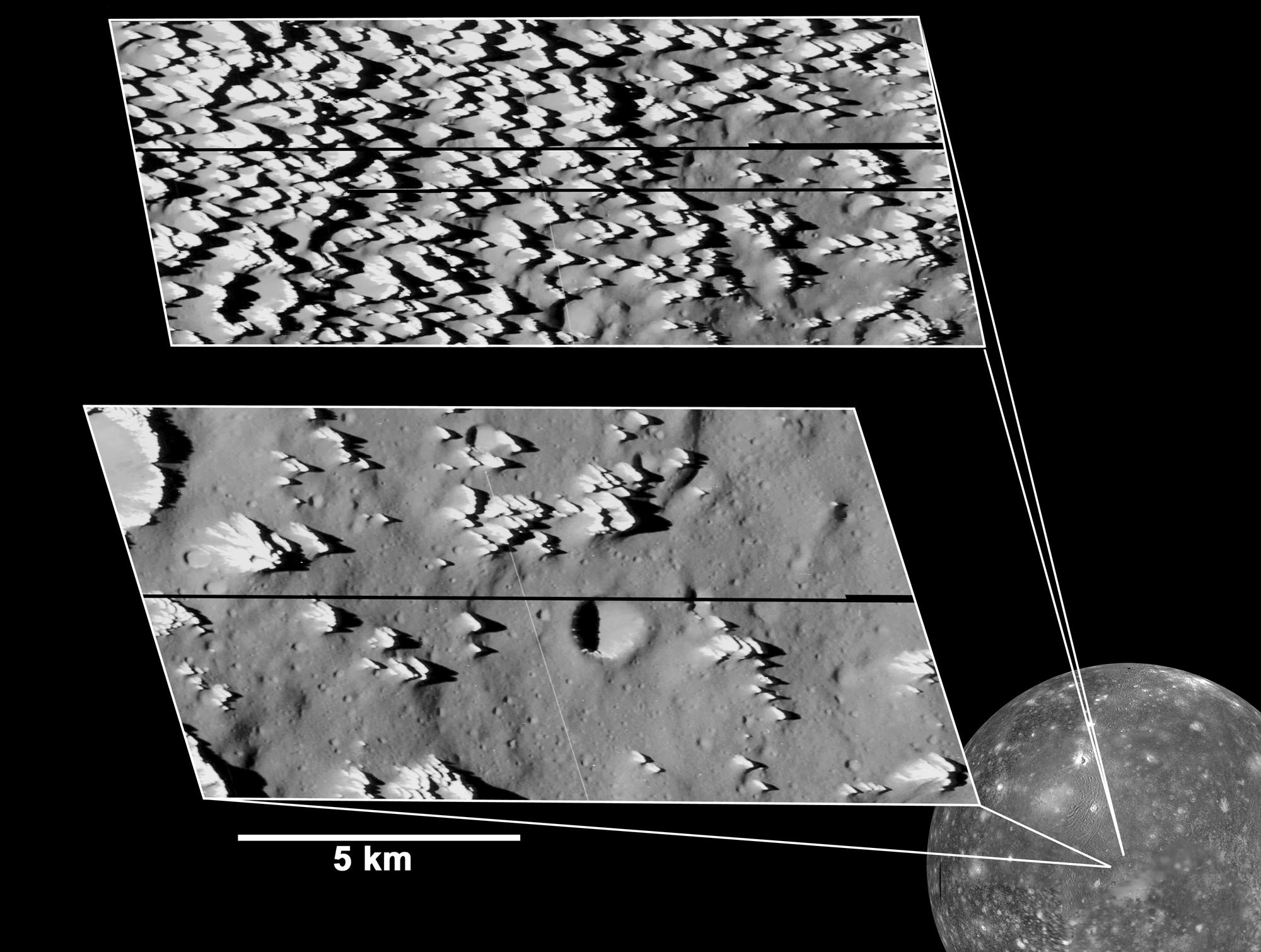
Pohled na erodované (horní) a téměř zcela erodované (dolní) ledové vrcholky (vysoké okolo sta metrů), které byly pravděpodobně zformovány dopadem ejekty vyvržené při vzniku prastarých kráterů.

Pozdější evoluce Callisto po akreci závisela na bilanci tepla z radioaktivních rozpadů, ochlazování tepelnou kondukcí poblíž povrchu a subsolidovou konvekcí uvnitř měsíce. Podrobnosti subsolidové konvekce v ledu jsou zdrojem největších nejistot v modelech všech ledových měsíců. Je známo, že vzniknou, když je teplota dostatečně blízko bodu tání, vzhledem k teplotní závislosti viskozity ledu. Subsolidová konvekce v ledových tělesech je pomalý proces s pohybem ledu okolo 1 cm/rok, ale ve skutečnosti se i tak jedná o velice efektivní chladicí mechanismus z dlouhodobého hlediska. Zdá se, že probíhá v podmínkách, kdy pevná chladná vrstva při povrchu měsíce vede teplo kondukcí, zatímco pod ní se led nachází v subsolidovém stavu, takže může vést teplo konvekcí. Vnější konduktivní vrstva u Callisto odpovídá chladné a pevné litosféře o tloušťce 100 km. Její přítomnost by vysvětlila nepřítomnost jakýchkoliv známek vnitřní aktivity na povrchu měsíce. Konvekce ve vnitřních částech měsíce může být v různých vrstvách odlišná, protože vlivem vysokých tlaků zde se vodní led vyskytuje v různých krystalických fázích od tzv. ledu I na povrchu až po led VII hluboko uvnitř měsíce. Subsolidová konvekce v nitru Callisto mohla bránit tání ledu ve větším měřítku, takže nemohla proběhnout žádná vnitřní diferenciace tělesa, která by jinak vedla k vytvoření velkého kamenného jádra a ledové kůry. Vlivem konvekčních procesů zde však probíhalo jen velmi pomalé a částečné oddělování kamenných materiálů a ledu, a to v časovém měřítku miliard let, a je možné, že tento proces stále není ukončen.
Podle toho, co zatím o Callisto víme, nelze vyloučit existenci vrstvy či „oceánu“ kapalné vody pod povrchem měsíce. To je spojeno s anomálním chováním ledu krystalické fáze I, jehož teplota tání klesá s tlakem, a to až na 251 Kelvinů při tlaku 2 070 barů. Ve všech realistických modelech vnitřní stavby Callisto teplota ve vrstvě v hloubce mezi 100–200 km je velmi blízko této anomální teploty tání nebo ji lehce překračuje. Přítomnost i malého množství čpavku (okolo 1–2 hmotnostních %) téměř garantuje existenci kapalné vrstvy, jelikož čpavek dále snižuje teplotu tání.
Zatímco objemově je Callisto velice podobný Ganymedu, jeho geologická historie byla pravděpodobně jednodušší. Povrch Callisto byl snad formován impakty a dalšími exogenními pochody. Na rozdíl od sousedního Ganymedu, který má povrch pokryt rýhami, existuje jen málo náznaků o tektonických procesech na Callisto. Relativně jednoduchá geologická historie Callisto tak umožňuje planetologům využívat měsíc jako referenční těleso pro srovnávací studie s více aktivními a komplexními světy.

## Možný život v oceánu
Podobně jako v případě Europy a Ganymedu, i na Callisto by se potenciálně mohl nacházet mimozemský mikrobiální život ve slaném oceánu pod povrchem Callisto. Nicméně případné životní podmínky na Callisto jsou nehostinnější než u Europy. Hlavními důvody jsou nedostatek spojení s pevným materiálem a nižší tepelný tok z vnitřních oblastí Callisto. Torrence Johnson k možnosti života na Callisto ve srovnání s dalšími Galileovo měsíci řekl:
Základní ingredience pro život, které my nazýváme „pre-biotická chemie“, jsou četné na mnohých tělesech sluneční soustavy, jako jsou komety, asteroidy a ledové měsíce. Biologové předpokládají, že pro podporu života je potřeba kapalná voda a energie, takže je vzrušující najít další svět, kde by kapalná voda mohla existovat. Ale energie je dalším předpokladem a v současnosti je oceán Callisto zahříván pouze rozpady radioaktivních prvků, kdežto Europa má navíc ještě teplo produkované slapovými jevy kvůli blízkosti k Jupiteru.

Na základě výše zmíněného názoru a dalších vědeckých pozorování se věří, že největší možnost výskytu mimozemského bakteriálního života je na Europě.

## Průzkum
Průlety amerických sond Pioneer 10 a Pioneer 11 kolem Jupiteru v 70. letech 20. století přinesly jen málo nových informací, které by nebyly známé z pozorování pozemskými teleskopy. Průlom přišel až s další generací amerických sond Voyager 1 a Voyager 2, které Joviánskou soustavou prolétly mezi roky 1979 až 1980. Sondy pořídily snímky téměř poloviny povrchu Callisto s rozlišením mezi 1 až 2 kilometry na pixel, určily přesně teplotu povrchu, hmotnost a tvar. Druhá část výzkumu proběhla mezi lety 1994 až 2003, když kolem měsíce osmkrát těsně prolétla další americká sonda Galileo. Poslední průlet C30 v roce 2001 se odehrál jen 138 km nad povrchem měsíce. Sonda Galileo dokončila snímkování povrchu s množstvím snímků o rozlišení 15 metrů u vybraných oblastí. V roce 2000 sonda Cassini, na své cestě k Saturnu, pořídila v infračerveném spektru vysoce kvalitní snímky všech Galileových měsíců včetně Callisto. Mezi únorem až březnem roku 2007 pořídila nové snímky ve viditelném světle a provedla spektrální měření sonda New Horizons na své cestě k Plutu.
Na rok 2020 se plánuje start společného projektu americké NASA a evropské ESA s názvem Europa Jupiter System Mission (EJSM) za účelem výzkumu Jupiterových měsíců. V únoru 2009 bylo oznámeno, že projektu se dává přednost před misí Titan Saturn System Mission. Mise EJSM sestává z Jupiter Europa Orbiter pod patronací NASA a Jupiter Ganymede Orbiter vedenou ESA.

## Případná kolonizace

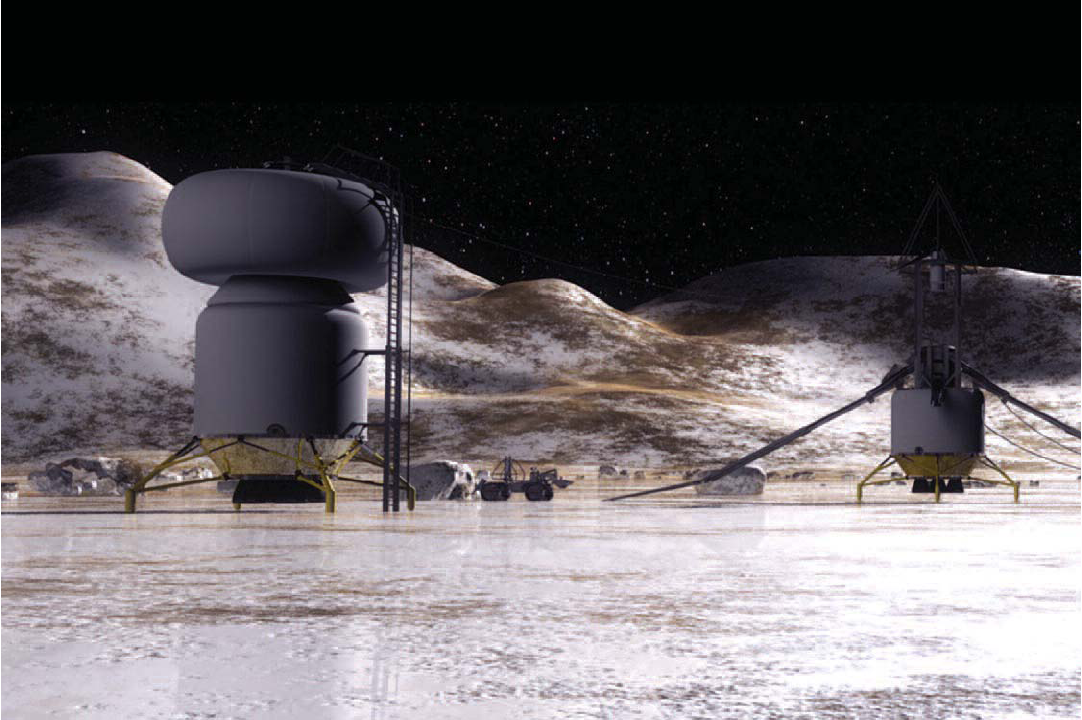
Umělecká představa základny na povrchu Callisto

V roce 2003 provedla americká NASA studii nazvanou „Human Outer Planets Exploration“ (HOPE) týkající se budoucího pilotovaného průzkumu vnějších oblastí sluneční soustavy. Cílem detailního výzkumu se stal měsíc Callisto.
V rámci studie se zvažovalo využití Callisto jako potenciálního tělesa, kde by se mohla postavit povrchová základna využívaná pro produkci paliva potřebného pro průzkum vnějších oblastí sluneční soustavy. Výhody Callisto jsou nižší radiace, jelikož se měsíc nachází nejdále z Galileových měsíců, a geologická stabilita povrchu. Stálá základna by mohla být využita během průzkumu Europy, či by byla ideálně umístěna pro servis lodí pro průzkum vnějších okrajů sluneční soustavy, které by kolem Jupiteru prolétaly za použití efektu gravitačního praku po zastávce na Callisto.
Ve zprávě z prosince 2003 NASA uvedla, že by se pokus o pilotovanou misi ke Callisto mohl uskutečnit ve 40. letech 21. století.